# پدرو کاسادو
پدرو کاسادو (انگلیسی: Pedro Casado; ۲۰ نوامبر ۱۹۳۷ – ۱۰ ژانویهٔ ۲۰۲۱) بازیکن فوتبال اهل اسپانیا بود.
از باشگاه‌هایی که در او آن بازی کرده‌، می‌توان به باشگاه فوتبال سابادل، باشگاه فوتبال رئال مادرید کاستیا و باشگاه فوتبال رئال مادرید اشاره کرد.
کاسادو همچنین در تیم ملی فوتبال اسپانیا بازی کرده‌است.